# Касл-Пайнс-Вілледж (Колорадо)
Касл-Пайнс-Вілледж (англ. The Village at Castle Pines) — переписна місцевість (CDP) в США, в окрузі Дуглас штату Колорадо. 